# Lost Girl
Lost Girl ou Baiser fatal au Québec, est une série télévisée fantastique canadienne en 77 épisodes de 45 minutes, créée par Michelle A. Lovretta, diffusée du 12 septembre 2010 au 25 octobre 2015 sur Showcase au Canada et depuis le 16 janvier 2012 sur Syfy aux États-Unis.
Au Québec, la série est diffusée depuis le 14 novembre 2012 sur Ztélé et en France, depuis le 15 décembre 2012 sur Numéro 23, et en Belgique sur Plug RTL.

## Synopsis
Bo est une jeune femme succube élevée par des parents adoptifs humains dans la complète ignorance des traditions de son peuple, les Fées (Fae en version originale, terme générique qui inclut à peu près toutes créatures issues du Petit peuple). Elle fuit depuis des années car elle est incapable d'assumer son mode d'alimentation : elle se nourrit de l'énergie sexuelle des humains, mais cela cause leur mort car elle n'a pas appris à maîtriser ce don.
Elle finit par entrer en contact avec la société des siens. Celle-ci est divisée en deux clans : les Fées de la Lumière et les Fées de l'Ombre. Toutefois, Bo refuse de choisir un camp, bien qu'elle soit devenue très proche de Dyson, un lycanthrope de la Lumière. Elle reste donc neutre et, installée comme détective privée, elle intervient dans des affaires liées aux deux camps, avec l'aide de son faire-valoir Kenzi, une jeune humaine aux tendances kleptomanes.

## Distribution

### Acteurs principaux
- Anna Silk (VFB : Marcha Van Boven) : Bo Dennis
- Kristen Holden-Ried (VFB : Mathieu Moreau) : Dyson
- Ksenia Solo (VFB : Violette Pallaro) : Kenzi Malikov (saisons 1 à 4 - secondaire saison 5)
- Zoie Palmer (VFB : Nathalie Hugo) : Lauren Lewis
- Rick Howland (en) (VFB : Patrick Donnay) : Fitzpatrick « Trick » McCorrigan / le Prince de Sang / le nouveau Frêne (devient le Frêne à la saison 4)
- K. C. Collins (en) (VFB : Claudio Dos Santos) : Hale Santiago / le Frêne (devient le Frêne saisons 3) (saisons 1 à 4)

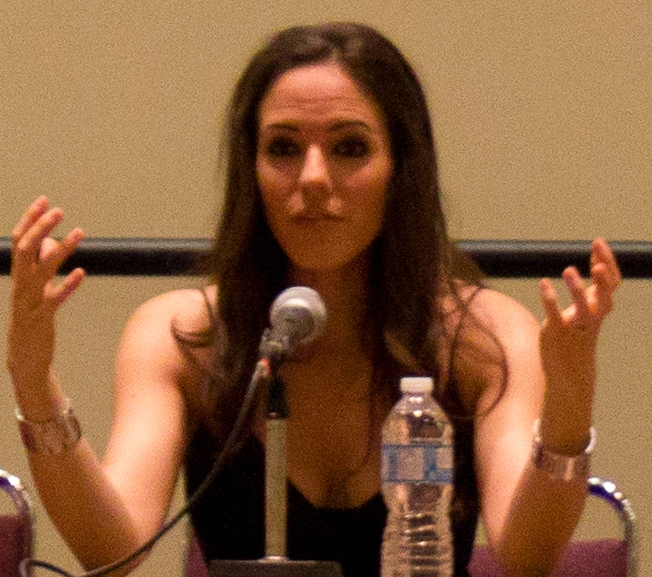
Anna Silk interprète Bo Dennis.
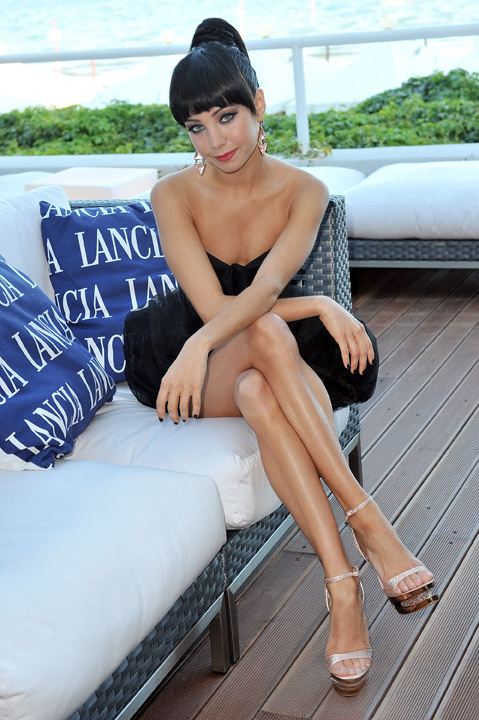
Ksenia Solo interprète Kenzi Malikov.
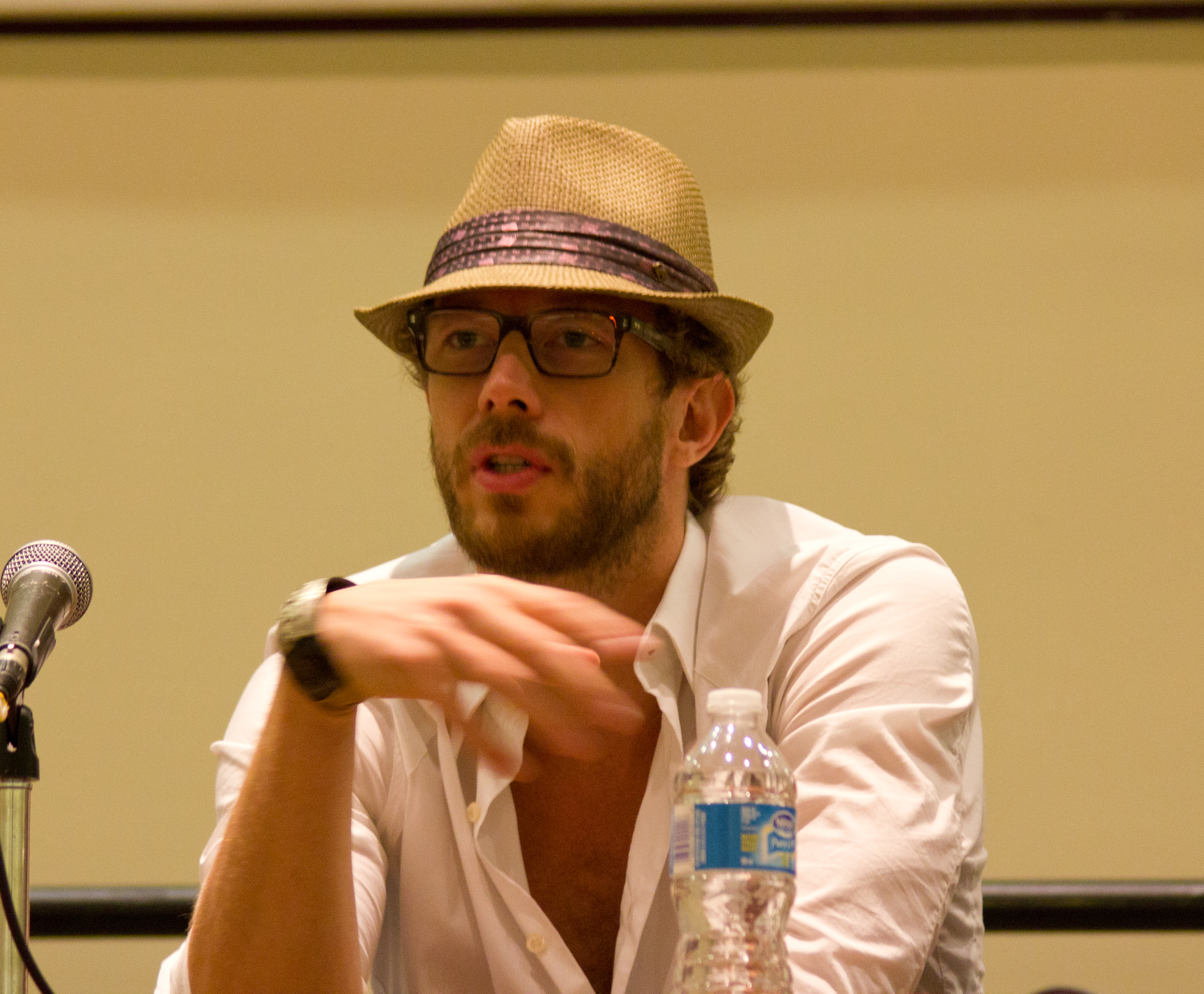
Kristen Holden-Ried interprète Dyson.
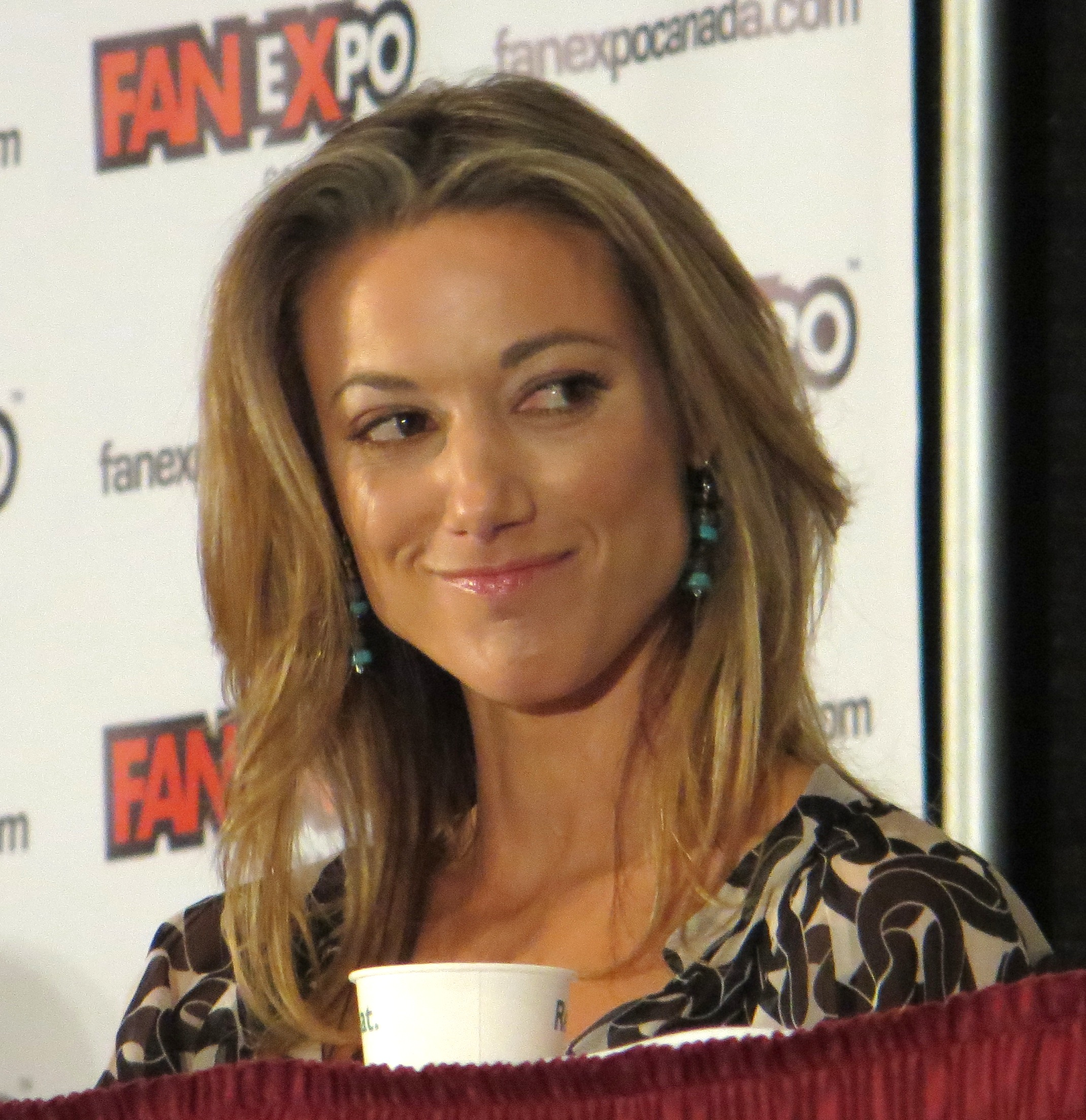
Zoie Palmer interprète Lauren Lewis.
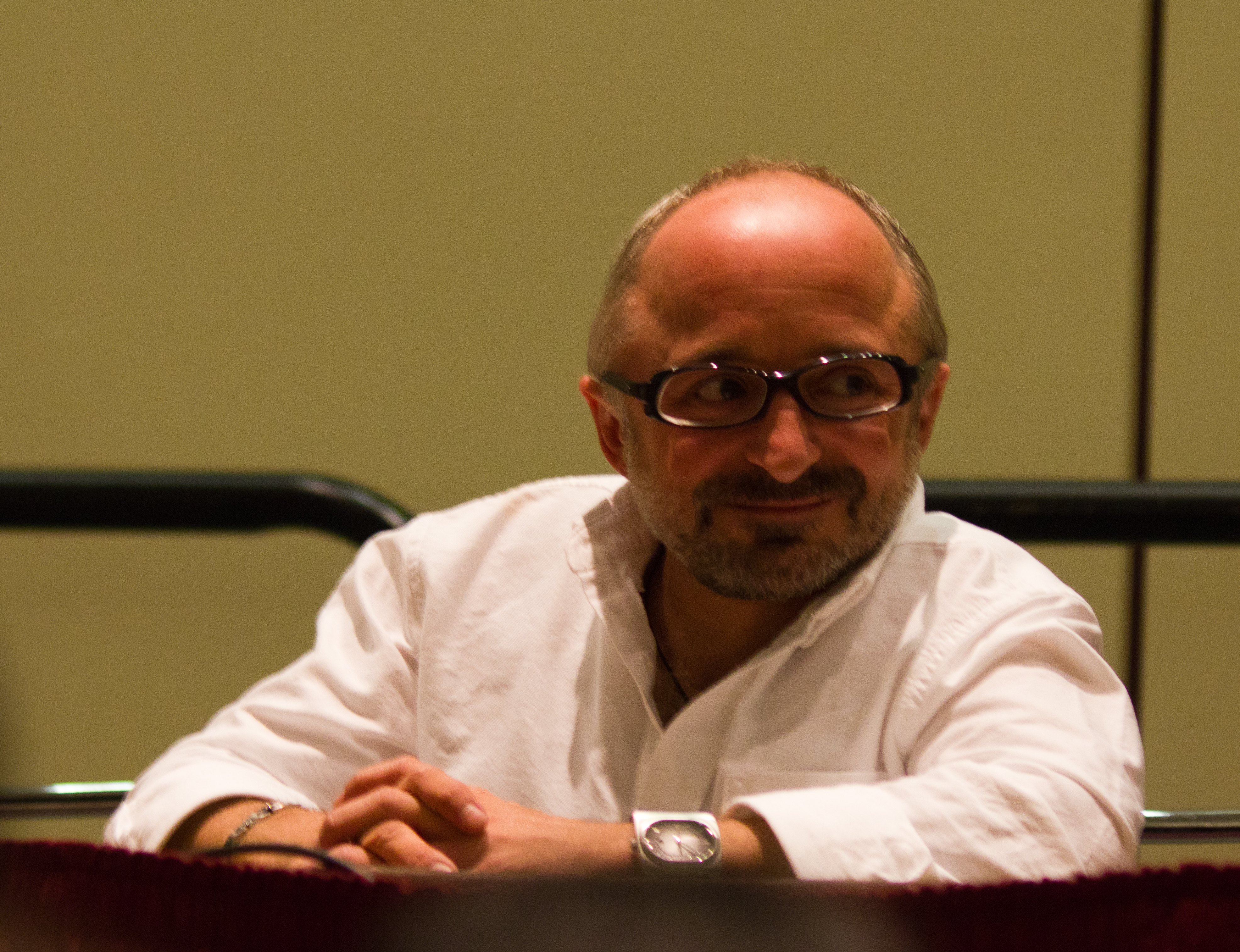
Rick Howland (en) interprète Fitzpatrick « Trick » McCorrigan.
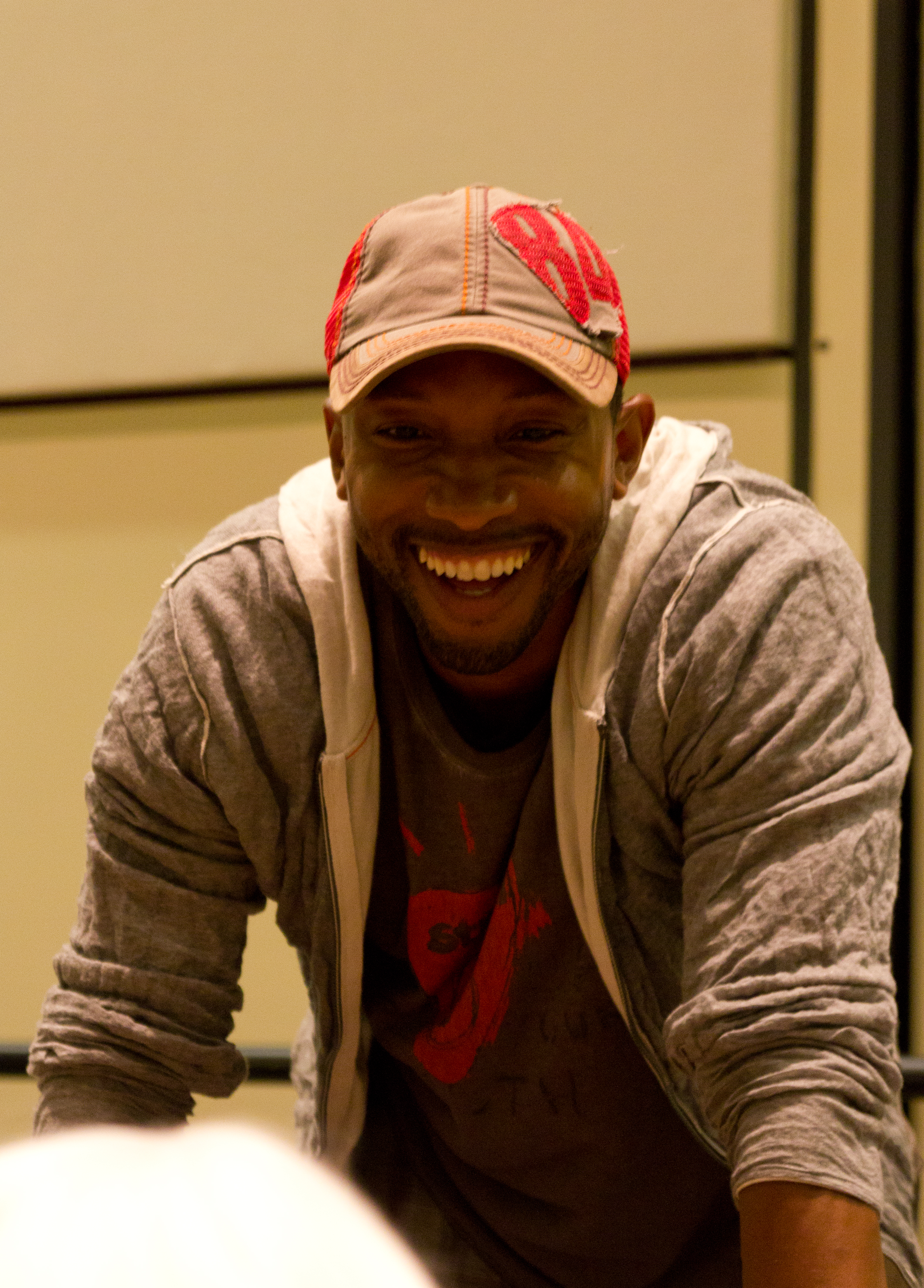
K. C. Collins (en) interprète Hale Santiago.

### Acteurs récurrents
- Paul Amos (en) (VFB : David Manet) : Vex, le Mesmer
- Emmanuelle Vaugier (VFB : Stéphane Excoffier) : Evony Fleurette Marquise, la Morrigan (jusqu'à la saison 4) (saisons 1 à 5)
- Rachel Skarsten (VFB : Valérie Muzzi) : Tamsin (saisons 3, 4 et 5)
- Clé Bennett : le Frêne (saison 1)
- Kate Trotter : La Norne (saisons 1 et 2)
- Inga Cadranel : Aife, la mère de Bo (saisons 1 et 3 à 5)
- Vanessa Matsui (VFB : Micheline Tziamalis) : Cassie (saisons 1, 3 et 5)
- Vincent Walsh : le Frêne (saison 2)
- Lina Roessler : Ciara (saison 2)
- Athena Karkanis : Nadia (saison 2)
- Aaron Ashmore : Nate (saison 2)
- Tim Rozon : Massimo, le druide (saisons 3 et 4)
- Linda Hamilton (VFB : Manuela Servais) : Acacia (invitée récurrente saisons 3, 4 et 5)
- Kyle Schmid : Rainer Wanderer (saison 4)
- Amanda Walsh (VFB : Fabienne Loriaux) : Zee (saison 5)
- Eric Roberts (VFB : Robert Guilmard) : Jack, le père de Bo / Hadès (saison 5)
- Noam Jenkins (VFB : Tony Beck) : Heratio / Hera (saison 5)
- Shanice Banton (VFB : Fanny Roy) : Iris (saison 5)
- Lisa Marcos (VFB : Sandrine Henry) : Alicia Welles (saison 5)
- Luke Bilyk (VFB : Alexis Flamant) : Mark (saison 5)
Version française
  - Société de doublage : Dubbing Brothers (Belgique[5])
  - Direction artistique : Jean-Pierre Denuit[5]
  - Adaptation des dialogues : Alexa Donda et Jérôme Dalotel[5]
  - Enregistrement et Mixage : Nicolas Pointet et Simon Follain[5]

Source VF : Doublage Séries Database

## Production

### Développement
Le 16 novembre 2008, Prodigy Pictures a annoncé la production du pilote de la série, écrit par Michelle A. Lovretta.
Le 19 août 2009, Canwest Global annonce que la série a été commandée et sera diffusée sur Showcase.
Le 12 novembre 2010, la série a été renouvelée pour une deuxième saison initialement prévue en treize épisodes. Le 7 juillet 2011, la chaîne canadienne a annoncé une commande de neuf épisodes supplémentaires portant la saison à vingt-deux épisodes.
En mai 2011, la chaîne américaine Syfy fait l'acquisition de la série, et diffuse les deux premières saisons à partir de janvier 2012.
Le 9 décembre 2011, la chaîne canadienne a renouvelé la série pour une troisième saison de treize épisodes.
Le 28 février 2013, Showcase et Syfy ont renouvelé la série pour une quatrième saison de treize épisodes,. La production a repris le 31 mai 2013. Le dixième épisode de cette saison sera réalisé par Julien Christian Lutz.
Le 27 février 2014, Showcase a renouvelé la série pour une cinquième saison de treize épisodes et a repris la production en avril 2014. Le 25 août 2014, il est annoncé que cette saison sera la dernière et a été prolongée à seize épisodes.

### Casting
En juin 2012, l'actrice Rachel Skarsten obtient un rôle récurrent durant la troisième saison.
En juillet 2012, l'actrice Linda Hamilton obtient un rôle le temps d'un épisode lors de la troisième saison.
En avril 2014, Showcase annonce que Charisma Carpenter sera invitée au cours de la cinquième saison.
En novembre 2014, cinq invités pour la cinquième saison sont annoncés Eric Roberts, Luke Bilyk, Noam Jenkins, Amanda Walsh et Shanice Banton.

### Tournage
La série est tournée à Toronto, en Ontario, au Canada.
Le tournage de la troisième saison a débuté au printemps 2012.

### Fiche technique
- Titre original et français : Lost Girl
- Titre québécois : Baiser fatal
- Création : Michelle A. Lovretta
- Réalisation : John Fawcett, Steve Dimarco, Robert Lieberman et Paul Fox
- Scénario : Michelle A. Lovretta, Jeremy Boxen, Emily Andras et Peter Mohan
- Direction artistique : Kim Karon et John MacNeil
- Décors : Ian Brock
- Costumes : Annie Dixon
- Photographie : David Greene et Joachim Martin
- Montage : Paul G. Day, Teresa Hannigan et Ben Wilkinson
- Musique : Benjamin Pinkerton
- Casting : Jon Comerford et Lisa Parasyn
- Production : Emily Andras, Jeremy Boxen et Trevor Fencott (producteurs consultants), Wanda Caffrey et Vanessa Piazza (coproductrice)
  - Producteurs exécutifs : Jay Firestone, Paul Rapovski, Plato Fountidakis, Michelle Lovretta, Peter Mohan
- Sociétés de production : Prodigy Pictures et Bo Series
- Sociétés de distribution (télévision) : Prodigy Pictures (pour tous les supports), Showcase (Canada), Syfy (États-Unis)
- Pays d'origine :  Canada
- Langue originale : anglais
- Format : couleur - 35 mm - 1,78:1 - son Dolby Digital
- Genre : fantastique, comédie dramatique
- Durée : 45 minutes

 Sauf indication contraire, les informations mentionnées dans cette section peuvent être confirmées par la base de données cinématographiques IMDb,  présente dans la section « Liens externes ».

## Épisodes

### Première saison (2010)
Bo est une jeune femme, elle ne sait pas qui elle est, ni ce qu'elle est. Elle va découvrir ce qu'elle est à l'aide d'un docteur, le docteur Lewis. Elle se fera une amie qui la soutiendra durant toutes ses recherches et son aventure, Kenzi, qui sera par la suite un personnage clé pour le dénouement de la série. C'est dans cette même saison qu'elle fait la rencontre de Hale, Dyson, Trick et de Lauren. La mise en place des personnages et de leurs liens est la base de cette première saison. Dans cette saison Bo fait aussi la rencontre de sa mère biologique. Et l'amour de Dyson à l'égard de Bo se montre plus grand que jamais.

### Deuxième saison (2011-2012)
Cette deuxième saison nous lance directement dans le cœur du sujet et nous apprend énormément de chose, elle est aussi remplie de rebondissement. C'est aussi la saison où Bo prend conscience de ses pouvoirs et fait face au Grand Garuda. Menée par le nouveau frêne, elle a toutes les chances de son côté. Des liens vont se tisser comme d'autres vont se détruire et Bo va faire la rencontre d'un mesmer qui n'est pas très commode, Vex. Une nouvelle menace va s'abattre sur les fées.

### Troisième saison (2013)
Dans cette troisième saison, nous faisons la rencontre d'un nouveau personnage qui cache bien des secrets pour la suite de la série, Tamsin. Cette série est le dénouement de la fin, on commence doucement à voir vers quoi on se profile. Bo va aussi entamer sa relation avec Lauren, et Hale va nous surprendre dès le début. Bo va aussi devoir se battre face à de grand danger comme le Wanderer qui nous étonnera à la fin. Cette saison est remplie de surprise. Bo va aussi devoir sauver Kenzi… Lauren va aussi nous surprendre par les choix et les actes qu'elle fera.

### Quatrième saison (2013-2014)
Bo retourne chez le Wanderer pour savoir qui il est et quel est son lien avec elle. Ensuite les Una mens débarquent et mettent le monde des fées sens dessus dessous. Bo se rapproche de plus en plus de la vérité sur son père. La fin de cette saison est à couper le souffle et aussi très triste. Le dessin de la noirceur du père de Bo se profile de plus en plus tout au long de la saison. Kenzi se sacrifie en donnant sa vie pour fermer le portail vers le monde des ténèbres afin d'empêcher le père de Bo d'en sortir avec son armée. Tamsin aura beaucoup à se faire pardonner, même si sa première apparition sera des plus surprenante, mais la suite qui l'attend avec Bo l'est encore plus.

### Cinquième saison (2014-2015)
Résumé 
Bo rencontre son père qui n'est autre qu'Hadès, une fée ancienne avec des pouvoirs destructeurs qui veut conquérir le monde avec l'aide de Bo.

## Univers de la série

### Personnages

#### Principaux
Bo Dennis
C'est une jeune femme succube, elle a le pouvoir d'aspirer le « chi » (l'énergie sexuelle / la force vitale) d'un humain et d'une Fée. Élevée par des parents adoptifs humains, elle ignore tout de ses origines et n'a pris conscience de ses pouvoirs qu'à 18 ans, lorsqu'elle tue accidentellement son petit ami. Douée de fortes pulsions hormonales, elle n'hésite pas à vivre diverses mais brèves aventures sexuelles.
En arrivant en ville, les Fées ont voulu lui imposer de choisir d'intégrer l'un des deux clans (les Fées de l'Ombre ou de la Lumière). Elle a toutefois refusé, préférant rester libre de toute allégeance. Elle décide alors, avec son amie Kenzi, de devenir détective privée et de rester neutre, chaque Fée pouvant faire appel à ses services quel que soit leur camp.
Mackenzie « Kenzi » Malikov
C'est la meilleure amie de Bo. Elles se sont rencontrées alors que Kenzi était en mauvaise posture avec un client du bar où travaillait Bo. Bo lui sauve la vie, mais ce faisant, lui révèle sa véritable nature. Kenzi décide de la suivre et de l'aider dans toutes ses aventures. Bien qu'humaine, elle parvient à s'imposer dans le monde des Fées (et en particulier au « Dal Riata », pub que seules les Fées peuvent fréquenter) grâce à son caractère bien trempé, son courage et sa loyauté inconditionnelle envers Bo. Elle adore se grimer pour mener à bien ses enquêtes.
Au fil des saisons, on apprend davantage sur sa vie passée dans la rue et son enfance rude et difficile.
Dyson
C'est un métamorphe-lycanthrope. Officiellement, il exerce la fonction d'inspecteur de police dans le monde des humains. Officieusement, il couvre les affaires qui concernent les Fées. Il fait partie des rangs des Fées de la Lumière, mais a secrètement prêté allégeance à Trick. Il est fou d'amour pour Bo, mais leur relation se soldera par un échec.
Fitzpatrick « Trick » McCorrigan
Trick est le légendaire Seigneur de Sang qui a mis fin à la guerre entre l'Ombre et la Lumière, mais il a pris sa « retraite » et est devenu le barman du seul pub fée en ville, le « Dal Riata », où les Fées des deux camps peuvent venir en un terrain neutre.
C'est le grand-père de Bo (et par conséquent le père d'Aife [prononcé : aïfa]). Il est aussi son mentor et confident, il la renseigne lors de ses enquêtes.
Hale Santiago
C'est une sirène, il est le meilleur ami et collègue (dans la police) de Dyson, il devient peu à peu très proche de Bo et Kenzi. Ayant une bonne complicité avec Kenzi, ils s'amusent à prendre des paris sur le couple que forment Bo et Dyson. Dans la troisième saison, il devient le Frêne.
Lauren Lewis
Elle est docteur en médecine et conseillère scientifique pour le clan des Fées de la Lumière. Elle est humaine et aide Bo lorsqu'elle le peut. Amoureuse du succube, elles parviennent à vivre leur amour de façon sporadique, plusieurs rebondissements les séparant l'une de l'autre. Lauren et Dyson sont les deux personnages avec lesquels Bo, au-delà de son besoin de se nourrir, développe de sincères sentiments amoureux.
Le personnage de Lauren prendra de plus en plus de place dans la série et gagnera en profondeur. Derrière son apparente stabilité, se cache en réalité une femme tourmentée par son passé et prisonnière des Fées dont elle va chercher à s'émanciper avec l'aide de Bo.
Tamsin
C'est une Valkyrie, elle appartient aux Fées de l'Ombre. Elle reste très mystérieuse et dévoile un petit penchant pour Bo malgré son devoir de l'éliminer. Elle est la coéquipière de Dyson quand Hale devient le Frêne.

#### Récurrents
Le Frêne
Il est le leader des Fées de la Lumière. Le premier Frêne tombe dans le coma à la fin de la première saison.
Lors de la deuxième saison, il sera remplacé par Lachlan choisi à la suite d'un vote entre membres du même clan. Lachlan meurt à la fin de cette même saison.
Durant la troisième saison, il est remplacé par Hale qui démissionne à la fin de la saison.
Dans la quatrième saison, il semblerait que Trick exerce la fonction de Frêne.
Evony Fleurette Marquise, la Morrigan
Elle est la leader des Fées de l'Ombre. Dans l'univers des humains, elle est à la tête d'une agence de talents. Dans la saison 4, elle convaincra Lauren de rejoindre le clan de l'Ombre. Mais celle-ci en profitera pour transformer Evony en… humaine.

### Créatures
La série reprend un grand nombre d'éléments liés au folklore, principalement européen. Des personnages principaux ou récurrents sont donc des créatures mythologiques ou légendaires, comme :
- Succube
- Sirène
- Lycanthrope
- Feu follet
- Dullahan
- Kappa
- Érinyes
- Goule
- Vampire
- Banshee
- Gobelin
- Leprechaun
- Slenderman
- Valkyrie
- Kitsune

### Lieux
Le bar tenu par Trick — l'un des lieux-clefs de la série — s'appelle le Dal Riada, référence au royaume antique du même nom.[réf. souhaitée]

### Objets
Dans l'épisode 6 de la première saison, un artéfact particulier est présenté, Gleipnir, une chaîne forgée par des nains et ayant retenu le loup Fenrir, éléments empruntés à la mythologie nordique.